# Industry Baby
"Industry Baby" é uma canção do cantor e rapper norte-americano Lil Nas X e do rapper norte-americano Jack Harlow, gravada para o álbum de estreia de Lil Nas X, Montero (2021). Foi lançada em 23 de julho de 2021 pela Columbia Records, como terceiro single do álbum.

## Prêmios e indicações
| Ano  | Organização             | Prêmio                         | Resultado | Ref.  |
| ---- | ----------------------- | ------------------------------ | --------- | ----- |
| 2021 | MTV Video Music Awards  | Canção do Verão                | Indicado  | [ 1 ] |
| 2021 | UK Music Video Awards   | Melhor Coreografia em Vídeo    | Indicado  | [ 2 ] |
| 2021 | UK Music Video Awards   | Melhor Vídeo Pop Internacional | Venceu    | [ 3 ] |
| 2021 | MTV Europe Music Awards | Melhor Colaboração             | Pendente  | [ 4 ] |

## Desempenho comercial
| Tabela musical (2021)                             | Melhor posição |
| ------------------------------------------------- | -------------- |
| Alemanha (Offizielle Deutsche Charts)             | 9              |
| Argentina (Argentina Hot 100)                     | 80             |
| Austrália (ARIA)                                  | 5              |
| Áustria (Ö3 Austria Top 75)                       | 9              |
| Bélgica (Ultratop 50 da Valônia)                  | 10             |
| Bélgica (Ultratop 50 de Flandres)                 | 22             |
| Canadá (Canadian Hot 100)                         | 3              |
| Canadá (Billboard CHR/Top 40)                     | 12             |
| República Checa (Singles Digitál Top 100)         | 3              |
| Dinamarca (Hitlisten)                             | 4              |
| Eslováquia (Singles Digitál Top 100)              | 2              |
| Espanha (PROMUSICAE)                              | 37             |
| Estados Unidos (Billboard Hot 100)                | 1              |
| Estados Unidos (Billboard Dance/Mix Show Airplay) | 35             |
| Estados Unidos (Billboard R&B/Hip-Hop Songs)      | 1              |
| Estados Unidos (Billboard Mainstream Top 40)      | 13             |
| Estados Unidos (Billboard Rhythmic)               | 4              |
| Finlândia (Suomen virallinen lista)               | 5              |
| França (SNEP)                                     | 6              |
| Mundo (Billboard Global 200)                      | 3              |
| Hungria (Single Top 40)                           | 11             |
| Hungria (Stream Top 40)                           | 4              |
| Índia (IMI)                                       | 7              |
| Irlanda (IRMA)                                    | 5              |
| Itália (FIMI)                                     | 24             |
| Lituânia (AGATA)                                  | 5              |
| Malásia (RIM)                                     | 8              |
| Noruega (VG-lista)                                | 3              |
| Nova Zelândia (Recorded Music NZ)                 | 3              |
| Países Baixos (Dutch Top 40)                      | 27             |
| Países Baixos (Single Top 100)                    | 10             |
| Portugal (AFP)                                    | 1              |
| Reino Unido (UK Singles Chart)                    | 5              |
| Reino Unido (OCC UK R&B)                          | 1              |
| Singapura (RIAS)                                  | 4              |
| Suécia (Sverigetopplistan)                        | 12             |
| Suíça (Schweizer Hitparade)                       | 4              |